# Asunción (distrito de Cajamarca)
Asunción é um distrito do Peru, departamento de Cajamarca, localizada na província de Cajamarca.

## Transporte
O distrito de Asunción é servido pela seguinte rodovia:
- CA-106, que liga o distrito de Magdalena à cidade de Cospán [1][2][3]